# Циатея серебристая
Циатея серебристая (лат. Cyathea dealbata; маорийские названия — капонга (маори kaponga), понга (маори ponga) — вид из рода Циатея (Cyathea) семейства Циатейные (Cyatheaceae). Эндемик и неофициальный символ Новой Зеландии.

## Распространение
Произрастает почти на всей территории Новой Зеландии: от островов Три-Кингс у побережья острова Северный до окрестностей города Данидин на острове Южный. Встречается преимущественно в прибрежных и низменных лесах, иногда в нижней части горных лесов. Предпочитает сухие леса и местности, покрытые кустарниками.

## Биологическое описание
Циатея серебристая — древовидный папоротник высотой до 10 м (очень редко без выраженного ствола). Диаметр каудекса (ствола) — 45 см. Ствол похож на древесный. Черешки тонкие, сначала серебристо-белые, затем бледно-коричневые, шероховатые на ощупь, покрыты бледно-коричневыми чешуйками. Вайи длиной до 4 м, длинные, горизонтальные, слегка дугообразные, 3-перистые. Старые вайи отмирают. Крупнейшие перья имеют размер в 300—550 мм, бледно-зелёные сверху, белые снизу (очень редко — бледно-зелёные). Оборотная сторона едва покрыта кудрявыми волосками. Растения размножаются, как и все папоротники, спорами.

## Использование
Древесное волокно папоротника ядовитое. Маори в прошлом использовали его для обработки наконечников копий. В то же время растение использовалось и в медицинских целях: из мягкой, центральной части ствола делали припарку, которую прикладывали к проблемным участкам кожи (ожоги, абсцессы), а также ранениям (обладает антисептическими свойствами).